# Östblocket (musikgrupp)

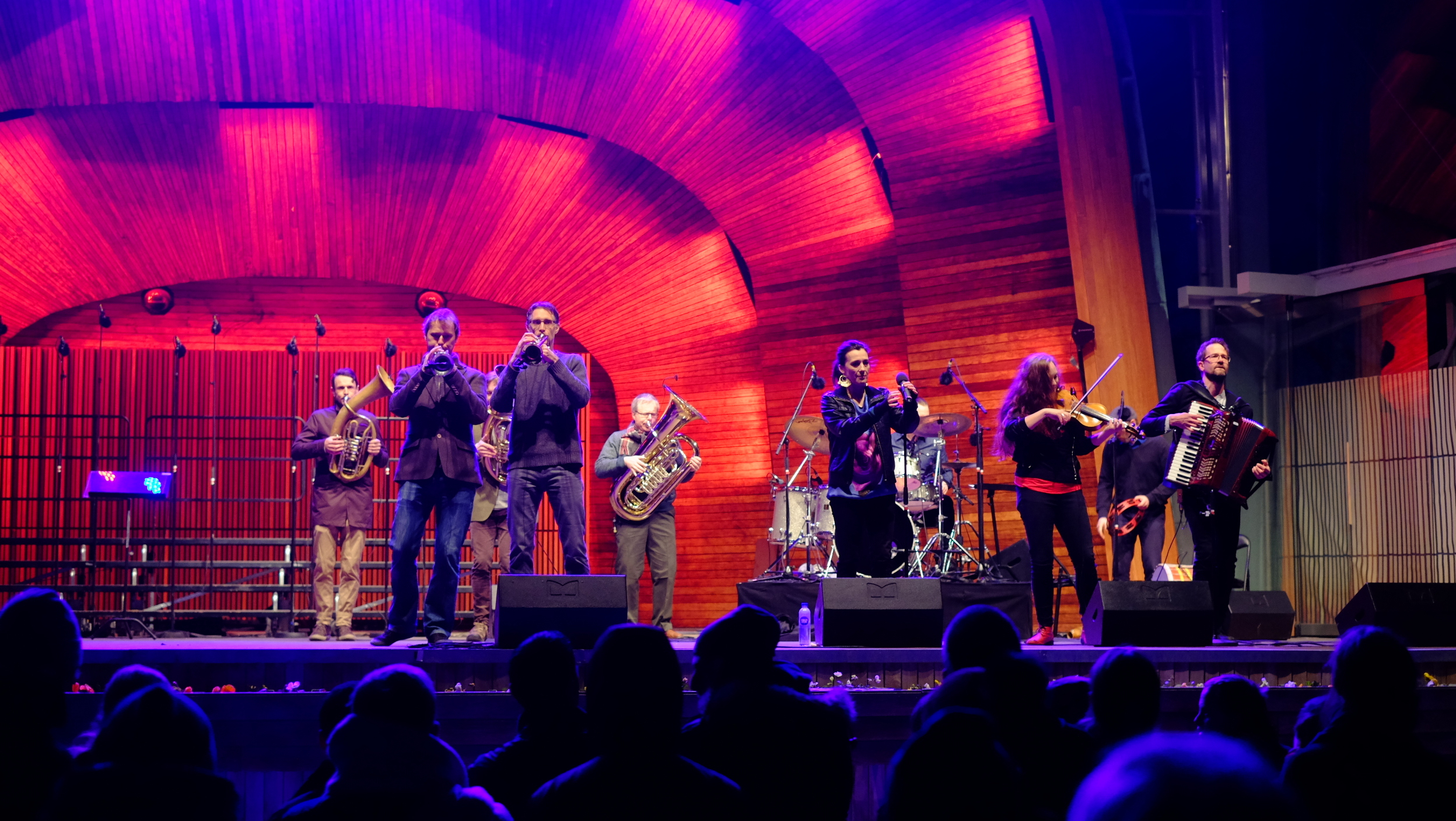
Östblocket på Skansen, Valborg 2017.

Östblocket är en svensk musikgrupp som spelar Balkaninspirerad och främre orienteninspirerad musik. De spelar mestadels eget material. 
Medlemmar:
- Sång: Sofia Berg-Böhm
- Trumpet: Mathias Gunnarsson
- Trumpet: Anders Wallseth
- Eufonium: Erik Axelsson
- Trombon/tenorhorn: Fredrik Månsson
- Tuba: Klas Ottosson
- Accordion: Johan Ohlsson
- Violin: Filip Runesson
- Percussion: Daniel Pergament-Persson
- Trummor/percussion: Patrik Trankell
- Tidigare medlemmar:
- Trummor: Tobias Larsson
- Klarinett: Mikael Cinthio
- Saxofon: Sven Andersson

## Diskografi
- 2001 – Present
- 2004 – Yes We Are a Swedish Balkan Band, You Don't Have to Look Twice
- 2007 – Gift
- 2016 – Silver & Guld